# (614) Pia
Pour les articles homonymes, voir Pia (homonymie).
(614) Pia est un astéroïde de la ceinture principale découvert par August Kopff, le 11 octobre 1906, à l'observatoire de Heidelberg.
Il a été ainsi baptisé en hommage à la femme du sélénographe allemand Johann Nepomuk Krieger (1865–1902), qui baptisa lui-même de ce prénom son observatoire de Trieste, en Italie.